# هنري بيرسيفال بيغار
هنري بيرسيفال بيغار هو مؤرخ كندي، ولد في 9 أغسطس 1872 في Carrying Place, Ontario ‏ في كندا، وتوفي في 25 يوليو 1938 في Worplesdon ‏ في المملكة المتحدة.